# Глужкова, Ивана
Ивана Глужкова (чеш. Ivana Hloužková, 6 июня 1960[…], Вальтице[…] — 6 марта 2023, Брно) — чешская моравская актриса, участница театра «Гусь на верёвочке», обладательница двух премий Альфреда Радока (1995 и 2012), премии театральных критиков (2017) и премии города Брно (2021).

## Биография
Родилась 6 июня 1960 года в Вальтице, в семье любителей театра Каслови вместе со своей сестрой-близнецом Ханой. Они обе посещали кружок пения, танцев и актёрского мастерства Народной школы искусств в Микулове во время начальной учёбы, после чего поступили на музыкально-драматическое отделение Брненской консерватории. Во время учёбы она мечтала о работе в Пльзене, где жила её бабушка. Однако вместе с сестрой в 1981 году она вступила в творческое объединение в Доме искусств, из которого впоследствии возник театральный коллектив «Гусь на верёвочке». В то время как сестра Хана уехала в Опаву после одного сезона, Ивана хранила верность театру в течение следующих нескольких десятилетий. Здесь она сыграла 150 ролей. Она также иногда выступала в Национальном театре в Брно, Театре Болка Поливки, Театре Петра Безруча в Остраве или Театре Кликпера в Градец-Кралове и других ансамблях.
Она также работала на радио, телевидении и в кино. Снималась, например, в фильмах «Последнее дело» (чеш. Poslední leč) (1981) и «Скука в Брно» (2003). Ушла из жизни 6 марта 2023 года в Брно.

## Награды
В 1995 году она получила премию Альфреда Радока за главную роль в драме братьев Мрштик «Марыша», а в 2012 году за роль своеобразного фотографа Мирослава Тихого из Киева в постановке «Тихий Тарзан». За последнюю роль она также была номинирована на премию Талии. В 2017 году она получила премию театральных критиков за роль Эммы Куровски в пьесе Райнера Вернера Фасбиндера «Страх съедает душу», которую она сыграла в «Редуте» для Национального театра Брно. В январе 2022 года она также получила премию города Брно в области драматического искусства.